# Phaeonectriella lignicola
Phaeonectriella lignicola är en svampart som beskrevs av R.A. Eaton & E.B.G. Jones 1971. Phaeonectriella lignicola ingår i släktet Phaeonectriella och familjen Halosphaeriaceae.   Inga underarter finns listade i Catalogue of Life.